# Върбово кротиче
Върбовите кротичета (Chalcolestes viridis) са вид насекоми от семейство Lestidae. По-големи струпвания се образуват в сенчести места покрай бреговете на реката.

## Размножаване
Снасяне на яйца не е наблюдавано, но известно е, че за това видът използва връхни клонки на дървесни видове над самата вода. Това не се наблюдава при никой от видовете от род Lestes.

## Разпространение
Разпространени са в Централна Европа и Средиземноморието, включително в България. В България живее близо до реки. Данните върху разпространението на вида са изключително малко. Данните върху разпространението на вида са крайно оскъдни. За сега със сигурност е установен в райони, разположени до 250 м.н.в.

## Летене
Най-ранните наблюдения са от периода 20 – 30.07.1994 от Северна България, а най-късните (28.08.1987) от югоизточната част на страната. Повечето съобщения са от летните месеци (края на юли-началото на август), но от това не следва, че би трябвало да приемем вида като летен. Близкият до него C. parvidens лети до късно през сезона (до ноември). Като най-вероятна група, към която C. viridis би могъл да бъде причислен, е на лятно-есенните видове.